# Îlots Fairway
Pour les articles homonymes, voir Fairway.
Les Îlots Fairway sont un groupe d'îlots dans le Canal Smyth au Chili, dans la Région de Magallanes et de l'Antarctique chilien. 
Le plus grand îlot culmine à 36 m de haut et se distingue des autres îlots par son altitude. Les îlots, repérables qu'à 10 milles nautiques (environ 19 km), constituent un excellent repère aux navires qui souhaitent emprunter le canal Smyth du sud.
Sur l'île principale se trouve le phare habité de la marine chilienne.
Deux rochers sont dangereux pour la navigation sur cette zone :
- Roca Lynch, à 800 mètres au nord, un rocher qui se découvre qu-à marée basse. Il est entouré de sargasses.
- Gran Sargazal, à 500 mètres au nord de Roca Lynch, une vaste zone de sargasses, d'une profondeur de 3 mètres minimum.